# Variable Depth Sonar
Variable Depth Sonar (VDS) er et alternativ til en almindelig sonar, er monteret direkte på skroget af et fartøj og kan anvendes til søgning på variable dybder.
Sonarer med variable dybder bruges oftest når man har et ønske om, at minimere forstyrrelser og falske refleksioner fra de springlag (lag hvor saltholdigheden i havvand ændres). Situationer hvor det er ønskeligt kan f.eks. være:
- Ved jagt af ubåde
- Ved sporing af havdyr

En VDS kan kan udføres som en meget fokuseret sonar eller som en side scan sonar.
| Elektronik | Spire Denne artikel om elektronik er en spire som bør udbygges. Du er velkommen til at hjælpe Wikipedia ved at udvide den. |